# 袁克定
袁克定（1878年12月20日—1958年），字云台，别号慧能居士，外号袁大瘸子，河南项城人，袁世凯长子，原配于氏所生。弟弟袁克文。

## 生平
1878年12月20日（光绪四年十一月廿七日）出生。幼年随袁世凯历任各地。清末，荫候补道员，后升任农工商部参议、右丞。辛亥革命爆发后，受其父之托，拉拢汪精卫。据《辛亥革命录》记载，袁克定、汪精卫二人曾在袁世凯面前结拜为异姓兄弟。1912年其父袁世凯就任中华民国大总统。1913年墜馬腿伤，赴德国治疗，受到德国皇帝威廉二世接见，威廉二世劝说袁克定希望他父亲袁世凯实行君主制。
1914年10月在袁世凯镇压二次革命之后，袁克定在北洋军之外，另行编练模范团，抓军权。后开始鼓吹帝制，希望能因此出任皇储。他派人每日伪造《顺天时报》送呈袁世凯，只收录赞成帝制的文章，並发起组织筹安会，使其误认为民心可用。因此，当袁世凯在护国战争中失利，取消帝制之后，曾痛责袁克定“欺父误国”。
袁世凯死后，袁克定迁居天津德租界隐居。1935年复迁北京宝钞胡同，1937年后再迁颐和园清华轩别墅。在抗战期间，他拒绝与日本占领军合作，生活陷入贫困。
1948年，袁克定穷困潦倒，投奔表弟张伯驹，移居承泽园。1949年后，在章士钊的安排下出任中央文史馆馆员。1958年病逝。

## 家庭
- 有一妻二妾，妻吴本娴（吴大澂之女），一妾马彩云，二妾章真随（又名章淳一，原为京剧演员）。
- 三个子女：
  - 子袁家融（妾马彩凤生）（1904年-1996年），曾留学美国，获得哥伦比亚大学的地质学博士学位，妻子是湖北督军王占元之女。中华人民共和国建国后，曾在河北地质学院和贵阳工学院教书，1996年去世。
    - 长孙袁缉吴（1933年-2009年），后改名袁萌临，字梦麟。
      - 曾孙袁启和，华裔美国人，中国印刷技术专家，其公司提供的技术用于人民币的制作。

    - 次孙袁缉燕（1941年-），后改名袁始，画家，现居加拿大。
      - 曾孙袁仿吾（1968年-），现居美国。

  - 长女袁家锦（妾马彩凤生），嫁北洋旧属雷震春长子雷存政。
  - 次女袁家第（妻吴本娴生），次女家第多才多艺，能书善画，嫁给江南费树蔚之子费巩为妻。

### 引用
1. ↑  侯毅.  . 维基文库. 1926. 德皇威廉一再說梁崧生公使、袁芸台公子，中國非君主不治，長此不更，爲害必，且累及世界
2. ↑  . 网易. 2006-03-31  [2009-04-23]. （原始内容存档于2006-10-06）.